# Grigoriy R.
Grigory R. (en ruso: Григорий Р.) es una miniserie de televisión rusa de 2014 dividida en ocho episodios y dirigida por Andrei Malyukov. La serie recrea la vida de Grigori Rasputin, interpretado por Vladimir Mashkov, hasta el momento de su muerte y un investigador que se encarga de descubrir la verdad sobre el fatal desenlace. Otros actores que aparecen en la serie son Ekaterina Klimova e Ingeborga Dapkūnaitė. Ilya Tilkin escribió el guion, basado en materiales recopilados por Eduard Volodarsky.

## Sinopsis
Después de la Revolución de febrero, el Gobierno Provisional crea una comisión estatal cuyo propósito, bajo el pretexto de investigar las circunstancias de la muerte de Grigori Rasputin, es denigrar su personalidad, difamar sus actividades políticas, su estilo de vida y presentar al público su influencia en la familia real y su entorno como criminal. En el centro de la conspiración, el investigador Heinrich Ivanovich Svitten, que debe realizar un arduo trabajo, no solo recopila información sobre la noche del asesinato, sino también hechos de la vida del monje. Las cualidades personales y altamente profesionales de un investigador decente lo ayudaron a eliminar una gran cantidad de falsos rumores y conjeturas sobre las acciones de Rasputin, para agregar una imagen real, que de hecho era un poderoso cortesano de la lejana Siberia.

## Reparto
- Vladimir Mashkov como Grigori Rasputin
- Andrey Smolyakov como Investigador Heinrich Ivanovich Svitten
- Ekaterina Klimova como Anna Výrubova
- Ingeborga Dapkūnaitė como Emperatriz Alejandra Fiódorovna Románova
- Valery Degtyar como Zar Nicolás II de Rusia
- Taisiya Vilkova como Matryona Raspútina